# Laura Grisi
Laura Grisi (Rodi, 3 luglio 1939 – Roma, 6 dicembre 2017) è stata una pittrice e videoartista italiana.

## Biografia
Il padre Oreste era produttore cinematografico e le trasmise l'amore per l'arte, per la scienza e la tecnologia.
Esponente della pop art italiana e internazionale, esplora a partire dai suoi esordi a metà degli anni Sessanta i concetti di arte variabile e di infinito nel tempo e nello spazio.  
Formatasi tra Roma e l’École des beaux-arts di Parigi, Grisi esordisce nel 1964 con una mostra alla Galleria Il Segno; nel 1965 parteciperà alla Quadriennale di Roma e l'anno successivo alla Biennale di Venezia.
Accreditandosi immediatamente a livello internazionale, espone da Leo Castelli Gallery a New York il suo primo ciclo di lavori, i “Variable Paintings” e i “Neon Paintings”; pannelli scorrevoli trasparenti e luminosi dove esplora il concetto di trasformazione e variazione come meccanismi di scambio sensoriale con il fruitore.
Sposata con Folco Quilici (da cui avrà il figlio Brando Quilici), l'artista ha occasione di accompagnare il regista e documentarista nei suoi viaggi, visitando e conoscendo luoghi remoti in Africa, Asia, Americhe e Oceania. Confrontando la cultura e la natura di ogni parte del mondo le rielabora nella propria opera; studia infatti le forze che agiscono dentro la natura e la nostra percezione di esse; le sue opere esplorano la densità dell’aria, la nebbia, la rifrazione della luce, coinvolgendo l'osservatore in immersive dimensioni ambientali come nelle opere Wind Room, Fog Room e Rain Room in cui gli elementi naturali sono mediati dall’ambiente artificiale nel quale sono riprodotti e che, a loro volta, trasformano.
«Il tuo lavoro, dall’inizio, ha presentato una certa ‘teatralità’, gli spazi rivelati dai tuoi lavori sono più simili a escursioni nell’artificiale, nella finzione», scriveva Germano Celant.
È una dei pionieri della videoarte; la sua filmografia è composta dalle opere Wind Speed 40 Knots (1968), The Measuring of Time (1969) e From One to Four Pebble (1972) acquisite nel 2018 dalla Galleria Civica d’Arte Moderna e Contemporanea di Torino.
La ricerca negli anni successivi si concentra sul rapporto con lo spazio come in Pebbles del 1973 o The Measuring of Time del 1969 e soprattutto la parcellizzazione di spazio e tempo all'infinito come in De More Geometrico del 1977, Endless Dialogue e infine la serie Mirrored Time-Mirrored Space degli anni 90.
Grisi ha esposto in diverse occasioni da Leo Castelli Gallery, a New York, dagli anni Settanta fino al 1992, e in numerose gallerie private in Italia e in tutto il mondo. Ha partecipato alla Quadriennale di Roma nel 1965, 1973 e 1986; alla Biennale di Venezia nel 1966 e 1986; nella collettiva “Young Italians” all'Institute of Contemporary Art di Boston e al Jewish Museum (Manhattan) di New York nel 1968; "Earth Air Fire Water: Elements of Art," al Museum of Fine Arts, Boston nel 1971. I suoi lavori sono stati inoltre esposti al Palazzo Reale di Napoli (1970), alla Galleria civica d'arte moderna e contemporanea di Torino (1974, 1985, 2018), al Palazzo delle Esposizioni di Roma (1981), alla Galleria nazionale d'arte moderna di Roma (2010), alla Graham Foundation di Chicago nel 2014, all'Accademia di Brera a Milano nel 2015, al Museo d’Arte Contemporanea di Sao Paulo (2018) e al Muzeum Susch (2018).
Le sue opere sono in molte importanti collezioni, come quelle del Museum of Modern Art e del Brooklyn Museum di New York, della Galleria civica d'arte moderna e contemporanea di Torino e della Galleria nazionale d'arte moderna e contemporanea di Roma.